# أنجي ديفيد
أنجي ديفيد (بالفرنسية: Angie David)‏ هي ممثلة فرنسية، ولدت في 1978.

## وصلات خارجية
- أنجي ديفيد على موقع IMDb (الإنجليزية)